# Frikorps Danmark

Bandera de los Frikorps Danmark.

Los Frikorps Danmark o Cuerpos Libres Daneses fue un cuerpo de origen danés de voluntarios que fue creado por el Partido Nacional Socialista de los Trabajadores Daneses (DNSAP) en cooperación con la Alemania nazi, para luchar contra la Unión Soviética durante la Segunda Guerra Mundial. El 29 de junio de 1941, días después de la invasión alemana de la Unión Soviética, el periódico Fædrelandet del DNSAP proclamó la creación del cuerpo. Su formación fue sancionada posteriormente por el gobierno danés elegido democráticamente y autorizó a los oficiales del ejército danés a unirse a la unidad. El cuerpo se disolvió en 1943. Durante el curso de la guerra, aproximadamente 6.000 daneses se unieron al cuerpo, incluidos 77 oficiales del Ejército Real de Dinamarca.

## Fundación
Dinamarca firmó un tratado de no agresión con la Alemania nazi en 1939. Alemania invocó este tratado el 9 de abril de 1940, cuando ordenó la ocupación militar de Dinamarca bajo el pretexto de proteger a los daneses de la invasión británica. Ante el potencial bombardeo aéreo alemán, el rey Cristián X y el gobierno danés aceptaron la "protección del Reich" y permitieron la "ocupación pacífica" del país a cambio de la independencia política nominal. Los daneses comenzaron una política de colaboración que incluía el apoyo diplomático y económico a Alemania. Cecil von Renthe-Fink, un diplomático alemán, fue acreditado ante el Rey y el Gabinete daneses como Reichsbevollmächtigter ("Plenipotenciario Imperial") y fue encargado del deber de supervisar el gobierno danés.
Al comienzo de la invasión alemana de la Unión Soviética en 1941, Alemania le pidió a Dinamarca que formara un cuerpo militar para luchar con los alemanes contra los soviéticos. El 29 de junio de 1941, siete días después de que comenzara la invasión, el periódico del Partido Nacional Socialista de los Trabajadores Daneses, el Fædrelandet ("La Patria"), proclamó la creación de los Frikorps Danmark. El ministro de Asuntos Exteriores danés, Erik Scavenius, llegó a un acuerdo con el Reichsbevollmächtigter para que los oficiales y soldados del Ejército Real de Dinamarca que deseasen unirse a este cuerpo recibieran permiso y se les permitiera conservar su rango. El Gobierno danés emitió un anuncio diciendo que "el Teniente Coronel Christian Peder Kryssing, Jefe del 5º Regimiento de Artillería Holbæk, ha asumido el mando del Gobierno Danés sobre los Frikorpss Danmark. Estos Cuerpos Libres Daneses fue uno de las "cuatro legiones "establecidas por las Waffen-SS en 1941. El número original de reclutas aceptados en 1941 fue de 1.164 hombres.

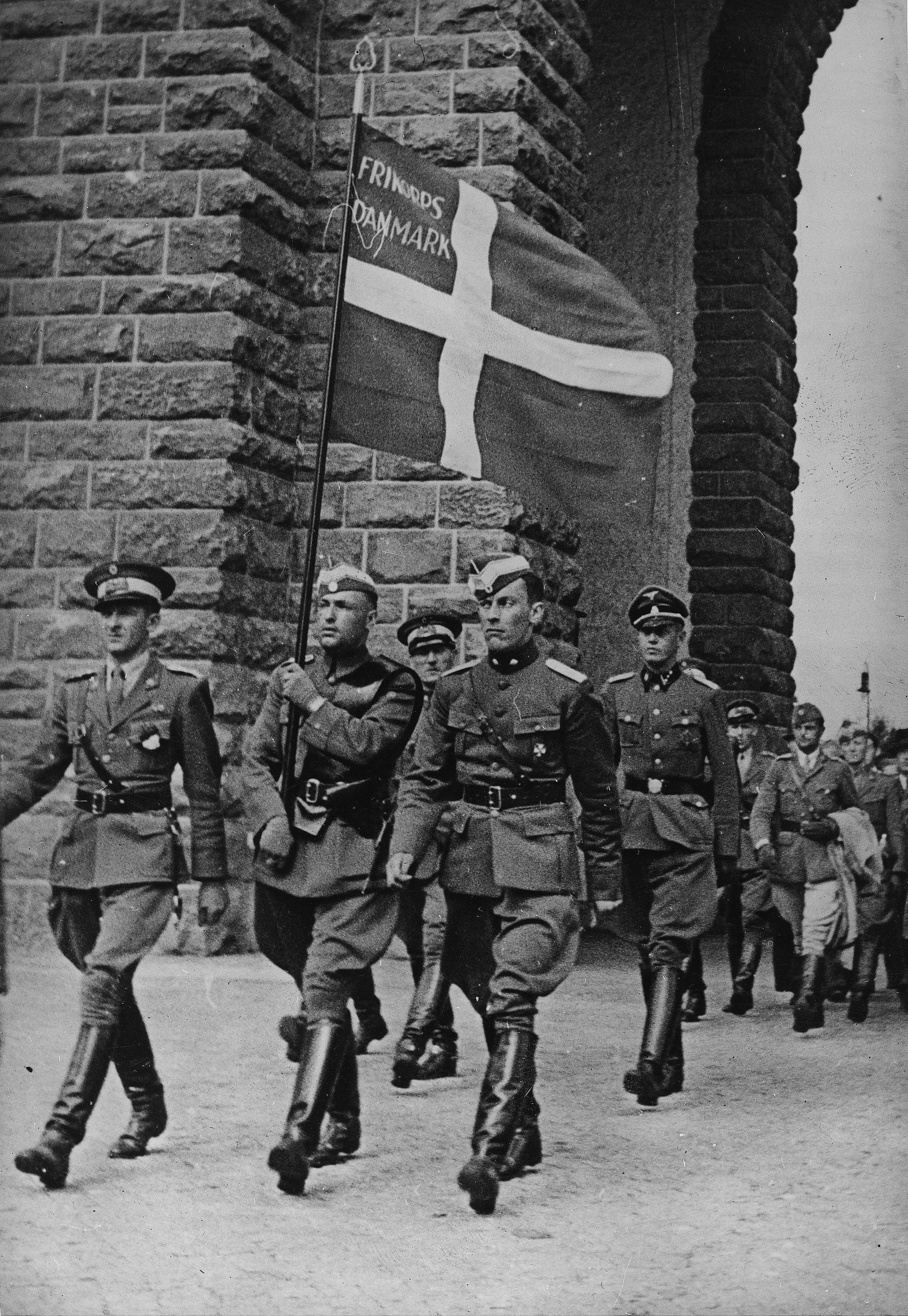
Los Frikorps Danmark marchando en Alemania en 1941.

El papel del gobierno danés en la formación de los Frikorpss Danmark está hoy en disputa. Algunas autoridades sostienen que el Cuerpo fue el único entre todos los Cuerpos de voluntarios extranjeros que lucharon por Hitler que fue sancionado de manera oficial por su gobierno de origen. Otros sostienen que, si bien el gobierno danés pudo haber sancionado la formación del Cuerpo, no lo formó como tal.

## Reclutamiento
Se estima que aproximadamente 6,000 daneses sirvieron en los Frikorpss Danmark.
Un estudio de 1998 demostró que el recluta promedio de los Frikorpss Danmark era un nazi y/o un miembro de la minoría alemana en Dinamarca, y que el reclutamiento era muy amplio socialmente. Bo Lidegaard señala: "La relación entre la población y el cuerpo era tensa, y los voluntarios que se ausentaban y volvían a la sociedad civil tras haber luchado se encontraban con el desprecio masivo de la población." Lidegaard da las siguientes cifras para 1941: 6.000 ciudadanos daneses se habían inscrito y fueron aprobados para el servicio militar alemán, y 1.500 de ellos pertenecían a la minoría alemana en Dinamarca. Sin embargo, se debe tener en cuenta que la mitad de los más de 12,000 daneses que inicialmente se ofrecieron como voluntarios para el servicio activo no se consideraron adecuados para el servicio activo.

## Hoja de servicios
A fines de julio de 1941, con aproximadamente 1.000 reclutas, el cuerpo fue enviado a los cuarteles de Langenhorn en Hamburgo. Se consideró que estaba listo para la acción el 15 de septiembre y se envió a Owińska en Polonia.
C.P. Kryssing fue destituido en febrero de 1942 por insuficiente adhesión ideológica al nazismo. Fue transferido a la artillería donde realmente terminó su carrera como general.
Christian Frederik von Schalburg, un aristócrata danés-ruso, anticomunista y miembro del DNSAP que se había criado en Rusia y había visto las consecuencias de la revolución rusa en 1917, reemplazó a Kryssing como líder de los Frikorps Danmark.
El 8 de mayo de 1942, el cuerpo fue llevado a la línea del frente. Lucharon cerca de Demiansk, al sur del lago Ilmen y Novgorod. Durante la noche del 2 de junio, Schalburg fue asesinado. Hans Albert von Lettow-Vorbeck, su reemplazo alemán, fue asesinado pocos días después. El 11 de julio de 1942, Knud Børge Martinsen tomó el mando de los Cuerpos.
De agosto a octubre, regresaron a Dinamarca y se encontraron con mucha hostilidad por parte de la población civil. El 13 de noviembre de 1942, el Cuerpo fue desplegado en Jelgava, en Letonia. Originalmente, estaba destinado a actividades antipartisanas, pero luego se trasladó a la línea del frente. En diciembre, los cuerpos se enfrentaron en la batalla de Velikiye Luki en intensos combates, junto con la 1ª Brigada SS de Infantería.

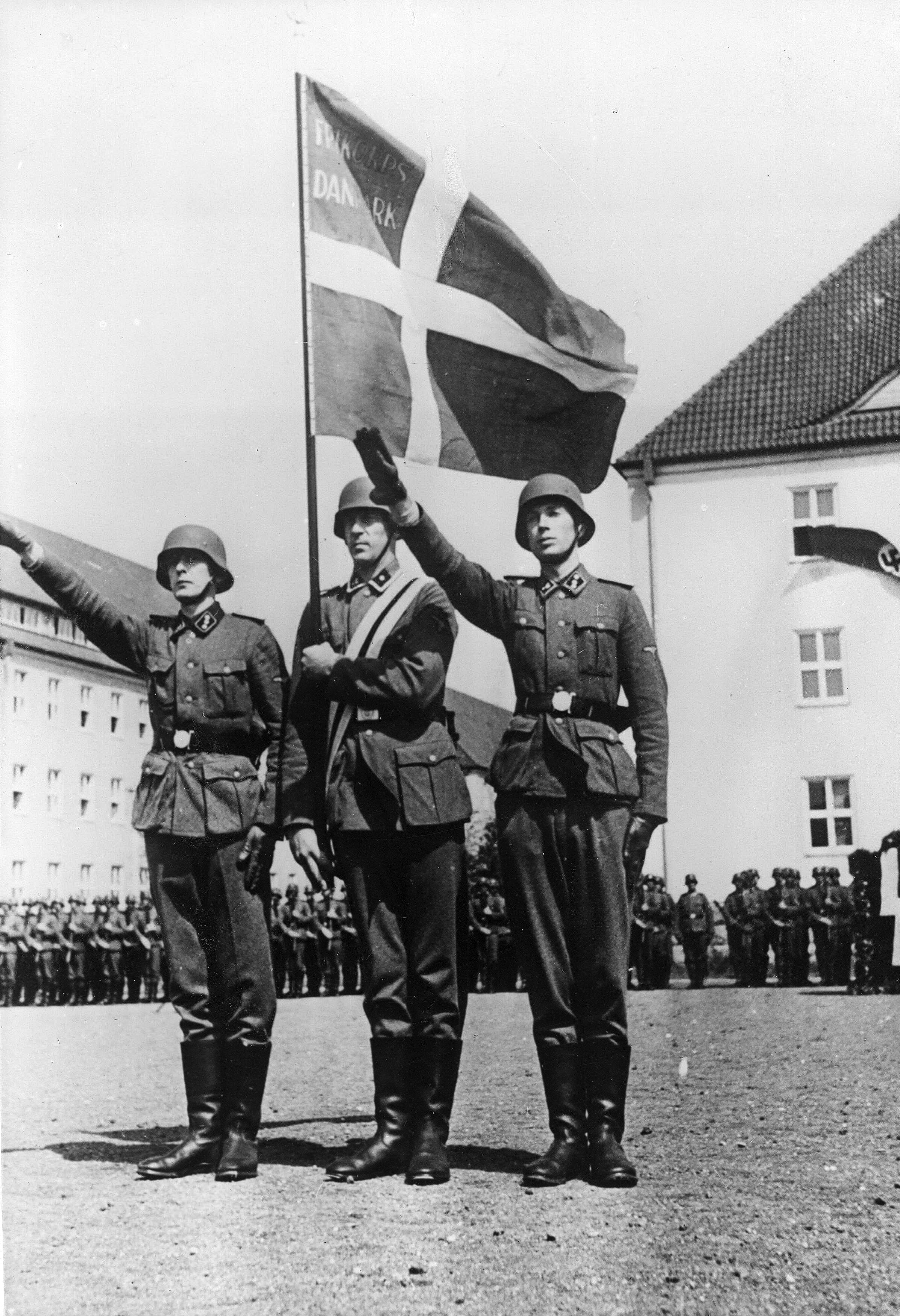
Miembros de los Frikorps Danmark jurando en 1941.

En marzo, el cuerpo fue trasladado a Grafenwöhr, cerca de Núremberg, en Alemania. Luego, el 6 de junio de 1943, el Cuerpo fue disuelto. La mayoría de los soldados fueron transferidos al "24º Regimiento Dänemark" de la 11.ª División de Granaderos SS "Nordland". Otros se unieron a grupos como el Cuerpo HIPO o el Cuerpo de Schalburg.

## Comandantes
Lista de los comandantes:
| N.º | Retrato | Comandante                                                          | Toma de mando         | Baja                  | Tiempo de servicio |
| --- | ------- | ------------------------------------------------------------------- | --------------------- | --------------------- | ------------------ |
| 1   |         | SS-Obersturmbannführer Christian Peder Kryssing (1891-1976)         | 19 de julio de 1941   | 23 de febrero de 1942 | 219 días           |
| -   |         | SS-Hauptsturmführer Knud Børge Martinsen (1905-1949)                | 23 de febrero de 1942 | 27 de febrero de 1942 | 4 días             |
| 2   |         | SS-Obersturmbannführer Christian Frederik von Schalburg (1905-1942) | 1 de marzo de 1942    | 2 de junio de 1942 †  | 93 días            |
| -   |         | SS-Sturmbannführer Knud Børge Martinsen (1905-1949)                 | 2 de junio de 1942    | 9 de junio de 1942    | 7 días             |
| 3   |         | SS-Obersturmbannführer Hans-Albert von Lettow-Vorbeck (1901-1942)   | 9 de junio de 1942    | 11 de junio de 1942 † | 2 días             |
| 4   |         | SS-Sturmbannführer Knud Børge Martinsen (1905-1949)                 | 11 de junio de 1942   | 21 de marzo de 1943   | 283 días           |
| -   |         | SS-Sturmbannführer Poul Neergaard-Jacobsen (1905-1949)              | 21 de marzo de 1943   | 20 de mayo de 1943    | 60 días            |